# Ialma
Ialma (en rus: Ялма) és un poble de l'óblast de Nijni Nóvgorod, a Rússia, segons el cens del 2010 tenia 36 habitants, pertany al municipi de Bortsurmani.